# Aurel Beldeanu
Aurel Beldeanu (* 5. März 1951 in Dobroești) ist ein ehemaliger rumänischer Fußballspieler. Er bestritt insgesamt 353 Spiele in der Divizia A. In den Jahren 1980 und 1981 gewann der Mittelfeldspieler mit Universitatea Craiova die rumänische Meisterschaft.

## Karriere

### Verein
Beldeanu kam im Jahr 1968 in den Kader der ersten Mannschaft von Progresul Bukarest. In der Saison 1968/69 kam er zu seinen ersten Einsätzen und wurde bald zur Stammkraft. Nach dem Abstieg am Saisonende kehrte er mit seinem Team im Jahr 1970 ins Oberhaus zurück. Auch seine zweite Spielzeit in der Divizia A endete mit dem Abstieg. Nach dem verpassten Aufstieg 1972 verließ er den Klub zu CSM Reșița. Auch hier etablierte er sich als Stammkraft und stellte seine Torgefährlichkeit unter Beweis.
Im Sommer 1976 verpflichtete der Spitzenklub Universitatea Craiova Beldeanu. Die folgenden Jahre wurden zu den erfolgreichsten seiner Laufbahn. Nach den beiden Pokalsiegen 1977 und 1978 konnte er mit seiner Mannschaft in der Saison 1979/80 die rumänische Meisterschaft gewinnen. Die Höhepunkte seiner Karriere waren das Double 1981 und das Halbfinale im UEFA-Pokal 1982/83.
Im Sommer 1985 verließ Beldeanu „Uni Craiova“ und wechselte zu Ligakonkurrent Chimia Râmnicu Vâlcea. Dort beendete er im Jahr 1986 seine Karriere.

### Nationalmannschaft
Beldeanu bestritt 18 Spiele für die rumänische Nationalmannschaft. Er debütierte am 18. April 1973 im Freundschaftsspiel gegen die Sowjetunion, als er in der 82. Minute für Ion Dumitru eingewechselt wurde. Nach vier weiteren Einsätzen im Jahr 1974 wurde er fünf Jahre lang nicht berücksichtigt, ehe er am 18. November 1979 im abschließenden EM-Qualifikationsspiel gegen Zypern in den Kreis des Nationalteams zurückkehrte. Mit Beginn der Qualifikation zur Weltmeisterschaft 1982 wurde er zur Stammkraft. Am 23. September 1981 kam er gegen Ungarn zu seinem letzten Länderspiel.

## Erfolge
- Rumänischer Meister: 1980, 1981
- Rumänischer Pokalsieger: 1977, 1978, 1981, 1983
- Halbfinale im UEFA-Pokal: 1983